# Strzelectwo na Olimpiadzie Letniej 1906 – pistolet pojedynkowy, 20 m
Strzelanie z pistoletu pojedynkowego z 20 metrów (pełna nazwa: Pistolet pojedynkowy au visé, 20 m) było jedną z konkurencji strzeleckich rozgrywanych podczas Olimpiady Letniej 1906 w Atenach. Zawody odbyły się 24 kwietnia na strzelnicy w Kallithei, miejscowości położonej niedaleko Aten.
Startowało 24 strzelców z siedmiu krajów. Zawodnicy mogli oddać 30 strzałów, za każdy z nich można było zdobyć 10 punktów. Maksymalna liczba punktów do zdobycia – 300.

## Wyniki
| Miejsce | Zawodnik                | Trafienia w tarczę | Wynik |
| ------- | ----------------------- | ------------------ | ----- |
| 1       | Léon Moreaux            | 30                 | 242   |
| 2       | Cesare Liverziani       | 30                 | 233   |
| 3       | Maurice Lecoq           | 29                 | 231   |
| 4       | Konstandinos Skarlatos  | 30                 | 221   |
| 5       | Ludwig Ternajgo         | 30                 | 218   |
| 6       | Frangiskos Mawromatis   | 30                 | 214   |
| 7       | Aristidis Rangawis      | 30                 | 214   |
| 8       | Jean Fouconnier         | 30                 | 210   |
| 9       | Hermann Martin          | 30                 | 209   |
| 10      | Sidney Merlin           | 30                 | 207   |
| 11      | Raoul de Boigne         | 30                 | 203   |
| 12      | Sándor Török de Szendrő | 28                 | 201   |
| 13      | Maurice Faure           | 27                 | 193   |
| 14      | Eric Carlberg           | 28                 | 192   |
| 15      | Anastasios Metaksas     | 29                 | 192   |
| 16      | Gerald Merlin           | 29                 | 191   |
| 17      | Heinrich Hintermann     | 30                 | 190   |
| 18      | Jeorjos Orfanidis       | 30                 | 183   |
| 19      | Hübner von Holst        | 27                 | 163   |
| 20      | Alfredos Fotiadis       | 19                 | 104   |
| DNF     | Ewangelos Ewangelidis   |                    |       |
| DNF     | Vilhelm Carlberg        |                    |       |
| DNF     | Mattias Triandafilidis  |                    |       |
| DNF     | Aleksandros Teofilakis  |                    |       |